# Topograaf (topografie)
Een topograaf (uit het Grieks, letterlijk "plaatsbeschrijver") is een ambt, beroep of functie. Een topograaf wint geografische gegevens ter plaatse (in het terrein) in, verifieert deze en legt deze vast. 
In Nederland werden deze terreinverkenningen vanaf het begin van de negentiende eeuw gedaan door militaire verkenners. Deze topografen waren (onder)officieren die te paard topografische verkenningen uitvoeren voor het Topografisch Bureau, als onderdeel van het Depot-Generaal van Oorlog. In 1932 ontstond in Nederland na meerdere reorganisaties de Topografische Dienst. De topografen hieraan verbonden waren burgerambtenaren van het Ministerie van Defensie. In 2004 kwamen deze topografen in dienst van het Kadaster. Het bedrijfsonderdeel heet nu Kadaster Geo-Informatie.
Belgische topografen zijn vooral werkzaam bij het Nationaal Geografisch Instituut.